# تشارلي ميلس
تشارلي ميلس (بالألمانية: Charlie Mills)‏ هو مدرب خيول ألماني، ولد في 23 نوفمبر 1888 في هامبورغ في ألمانيا، وتوفي في 7 يونيو 1972 في سويسرا.